# كريستوفر سكوت (لاعب كرة قدم)
كريستوفر سكوت هو لاعب كرة قدم ألماني، ولد في 7 يونيو 2002.

## وصلات خارجية
- كريستوفر سكوت على موقع قاعدة بيانات كرة القدم.إي يو (الإنجليزية)
- كريستوفر سكوت على موقع Soccerway.com (الإنجليزية)
- كريستوفر سكوت على موقع عالم كرة القدم.نت (الإنجليزية)